# Zemětřesení v Kaskádské subdukční zóně 1700

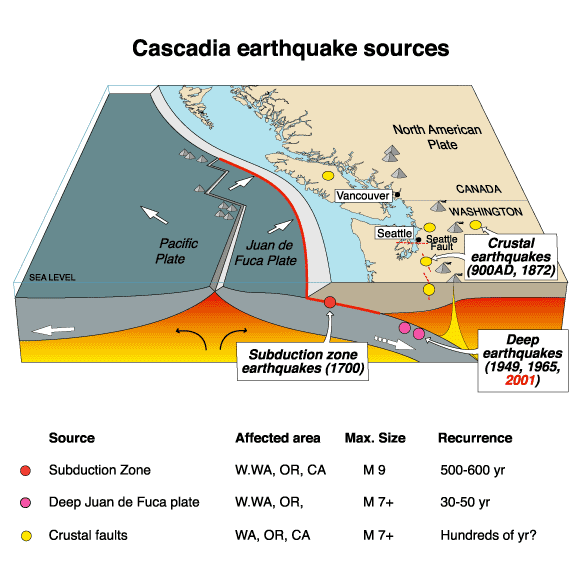
Subdukční zóna.

K zemětřesení v Kaskádské subdukční zóně 1700 došlo 26. ledna u severozápadního pobřeží, v té době ještě neexistujících USA, přibližně ve 21:00 místního času a magnitudo se podle vědců mohlo pohybovat mezi 8,7 a 9,2 stupni Richterovy stupnice. Epicentrum se nacházelo v tzv. Kaskádské subdukční zóně, přičemž délka prasklého zlomu, který poklesl o 20 metrů, byla asi 1 000 kilometrů. Zemětřesení způsobilo obří vlnu tsunami, jež zpustošila pobřeží Severní Ameriky a o několik hodin později zasáhla i japonské pobřeží.

## Popis

### Tektonika
Západ USA je součástí tzv. Pacifického ohnivého kruhu. Jedná se o 40 000 km dlouhé pásmo ve tvaru podkovy, obklopující téměř celý Tichý oceán, kde se nachází přes 400 sopek a odehrává se 90% všech zemětřesení na Zemi. Kaskádská subdukční zóna je 1 000 km dlouhý podmořský zlom, táhnoucí se od ostrova Vancouver k mysu Mendocino v severní Kalifornii. Oceánská tektonická deska Juan de Fuca se neustále pohybuje směrem na východ ke kontinentální severoamerické desce, pod kterou se podsouvá. Tento pohyb, trvající zhruba 200 milionů let, dosahuje přibližně 40 mm za rok. To má za následek seismickou a sopečnou činnost.

### Důkazy
Zemětřesení se událo přibližně ve 21:00, dne 26. ledna 1700. Ačkoliv z té oblasti neexistují žádné písemné zmínky, byl čas pohromy odvozen z japonských záznamů, jenž evidovaly asi 3metrovou tsunami, kterou záhadně nepředcházelo žádné zemětřesení.
Nejdůležitějším vodítkem spojující ničivou vlnu v Japonsku s kaskádským zemětřesením, jsou letokruhy zeravů obrovských v Oregonu a Washingtonu. Poslední letokruhy vznikly v roce 1699, tedy za posledního vegetačního období. Dalším důkazem jsou mrtvé pařezy stromů u ústí řeky Copalis ve státě Washington. Ty jsou během přílivu pod úrovní moře, což opět značí pokles pobřeží. Silná vrstva písečného sedimentu datovaná do roku 1700, vyskytující se v určité hloubce na pobřeží, též vykazuje známky ničivé vlny. Anomálie vykazují i jádrové vzorky z oceánského dna a také pozůstatky následných podmořských sesuvů.

### Dopad na původní obyvatelstvo
O zemětřesení neexistují z území Ameriky žádné písemné záznamy, neboť skupiny místních indiánů využívali k přenosu znalostí jen ústní lidovou slovesnost a noví kolonisté Ameriky sem ještě nedorazili. Vyprávění, líčící obrovské chvění země a následnou záplavu, můžeme nalézt ve vyprávění původních obyvatel žijící od Britské Kolumbie až po Kalifornii. Ačkoli se v nich nespecifikuje přesný datum, tak některé z příběhů obsahují časové záchytné body: například odhad kolik generací uplynulo od katastrofy. Legenda kmene Huu-ay-aht popisuje zničení jejich osad v zátoce Pachina krátce poté, co její obyvatelé ulehli ke spaní. Komunita Masit jako jediná v zátoce neutrpěla žádné škody, díky dostatečnému umístění nad hladinu moře. Jiné vesnice byly pohřbeny sesuvy.

## Budoucí hrozba
Geologické průzkumy ukazují, že zemětřesení silnější než 8,0 stupňů, vznikají v Kaskádské subdukci každých 500 let, přičemž interval se může pohybovat mezi 300 až 900 lety. Kromě toho z roku 1700 byla zjištěna zemětřesení z roků 1310, 810, 400, 170 př. n. l. a 600 př. n. l.
Nedávná velká zemětřesení o síle více než 9,0 stupňů, konkrétně v Indickém oceánu (2004) a Japonsku (2011) dokazují, že subdukční zóny jsou schopné vyvolat masivní tsunami a způsobit obrovské škody a ztráty lidských životů. Pevninské hustě zalidněné USA, na rozdíl od Indonésie či Japonska, které bývají těmito pohromami nejvíce postihovány, nebyly v moderní historii a v takové míře zasaženy vlnou tsunami. Infrastruktura (mosty, budovy aj.) nebyla projektovaná tak, aby byla schopná odolat zemětřesení ani tsunami. Jeden americký odborník dokonce prohlásil, že budovy v Seattlu jsou tak neadekvátní, že by neměly šanci odolat ani zemětřesení o síle 7,9 stupňů, které v roce 1906 zasáhlo San Francisco, natož tomu z roku 1700.
Nedávná zjištění geologů z roku 2010 stanovila, že v příštích 50 letech je 37% šance vzniku zemětřesení o síle 8,2 stupňů nebo vyšší a zároveň 10—15% šance vzniku zemětřesení o síle 9,0 stupňů nebo vyšší, ve stejném časovém období. Podle odborníků není pobřeží podél subdukce vůbec připraveno na tak enormní zemětřesení. Vzniklé vlny by mohly dosahovat výšky 24 až 30 metrů. Dalším negativním následkem by mohl být trvalý pokles pobřeží o 1—2 metry, který by ještě znásobil následky těchto ničivých vln.